# Dord
Dord是辭書學中的一個辭書錯誤。它是由G. and C. Merriam公司（現為梅里厄姆-韦伯斯特公司的一部分）的員工在《新國際字典》第二版（1934年）中意外創造的鬼詞。該字典將該詞定義為物理學和化學中使用的密度的同義詞，其定義如下：
dord (dôrd), n. Physics & Chem. Density.
菲利普·巴布科克·戈夫是梅里厄姆-韦伯斯特公司的一名編輯，後來成為《韋伯斯特第三版新國際字典》的主編，他正在錯誤被發現15年後給《美國演講》雜誌寫了一封信，解釋「dord」錯誤是如何出現和糾正的。
1931年7月31日，字典的化學編輯奧斯汀·M·帕特森（Austin M. Patterson）寄來一張紙條，上面寫著「D or d，cont./density」。這是為了在字母「D」可以縮寫的現有單字表中增加「density」。「D or d」被誤解為一個連在一起的單字：Dord。這是一個似是而非的錯誤，因為單據上的單字在輸入時，字母之間是有空格的，所以「D or d」看起來很像「D o r d」。原來的單字條不見了，於是為印刷商準備了一張新的單字條，並指定詞類（名詞）和發音。校對人員沒有質疑或糾正這個可能出現的單字。1934年左右，這個詞條出現在字典第771頁，位於Dorcopsis（林袋鼠屬）和doré（金黃色）詞條之間。
1939年2月28日，一名編輯發現「dord」缺少語源，經過調查發現了錯誤。於是向印刷商發出一份訂單，標明「換版/緊急」。非詞「dord」被刪除；「density」被添加為縮寫「D or d」的附加含義，與之相鄰的條目「doré furnace」的定義從「a furnace for refining Doré bullion」擴展為「a furnace in which Doré bullion is refined」，以填補空白。戈夫寫道，這 「可能太糟糕了，因為為什麼dord不應該是『密度』的意思呢？」。1940年，裝訂成冊的書籍中開始出現「dord」一詞，但直到1940年代，在檢查印刷本時仍能發現「dord」一詞。直到1947年，「dord」條目才被完全刪除。

## 外部連結
- "Dord" at fun-with-words.com; quotes Gove article （页面存档备份，存于）
- Ghost Word at merriam-webster.com （页面存档备份，存于）
- Dord: A Ghost Word Archive.today的存檔，存档日期2023-02-28